# Gewone engelwortel
De gewone engelwortel (Angelica sylvestris) is een plant uit de schermbloemenfamilie (Umbelliferae of Apiaceae). De plant kan twee meter hoog worden. Hij komt voor in bossen, moerassen en vochtige graslanden. 
De stengels zijn hol en gestreept. De kleur van de stengels is rood/purper. De wortelblaadjes zijn twee- tot drievoudig geveerd en hebben een gegroefde, gootvormige bladsteel. De blaadjes zijn ei- tot lancetvormig en getand.
De bloemen zijn wit of enigszins roze. Een bloem bestaat uit vijf kroonblaadjes die naar binnen zijn gekruld. De bloemen vormen een samengesteld scherm met twintig tot dertig schermstralen, die zacht behaard zijn. De omwindseltjes zijn puntig en lijnvormig. De plant bloeit van juli tot september. Gewone engelwortel heeft eironde vruchtjes met vliezige, gevleugelde ribben.

## Ecologische aspecten
De gewone engelwortel is waardplant voor de v-dwergspanner (Chloroclystis v-ata).

## Plantengemeenschap
De gewone engelwortel is een kensoort voor het onderverbond Circaeo-Alnenion van het verbond van els en gewone vogelkers (Alno-padion).
Het is tevens een kensoort voor de pijpenstrootje-orde (Molinietalia), een de orde van plantengemeenschappen van bloemrijke, vochtige graslanden op matig voedselrijke bodems.

## Afbeeldingen

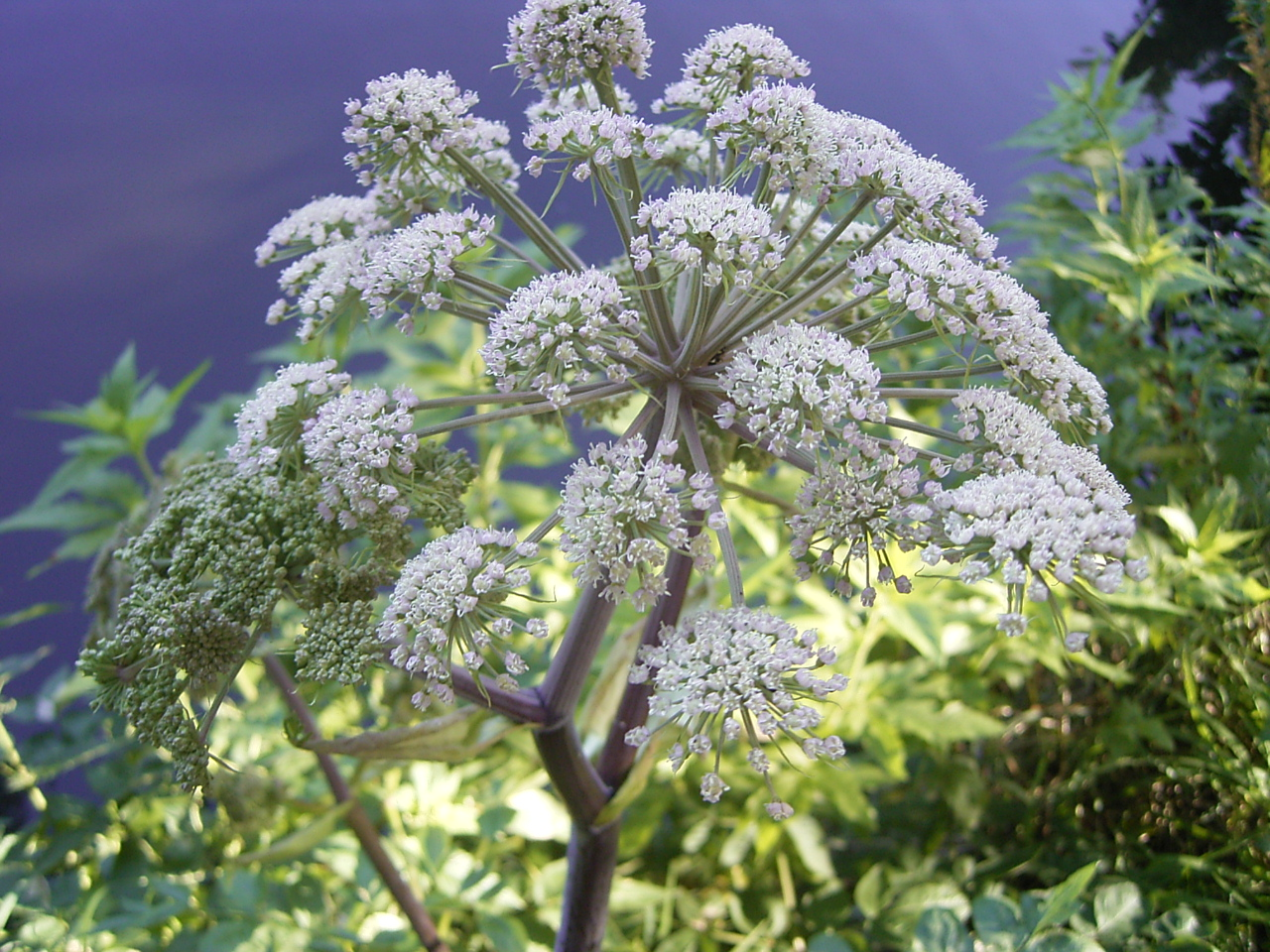
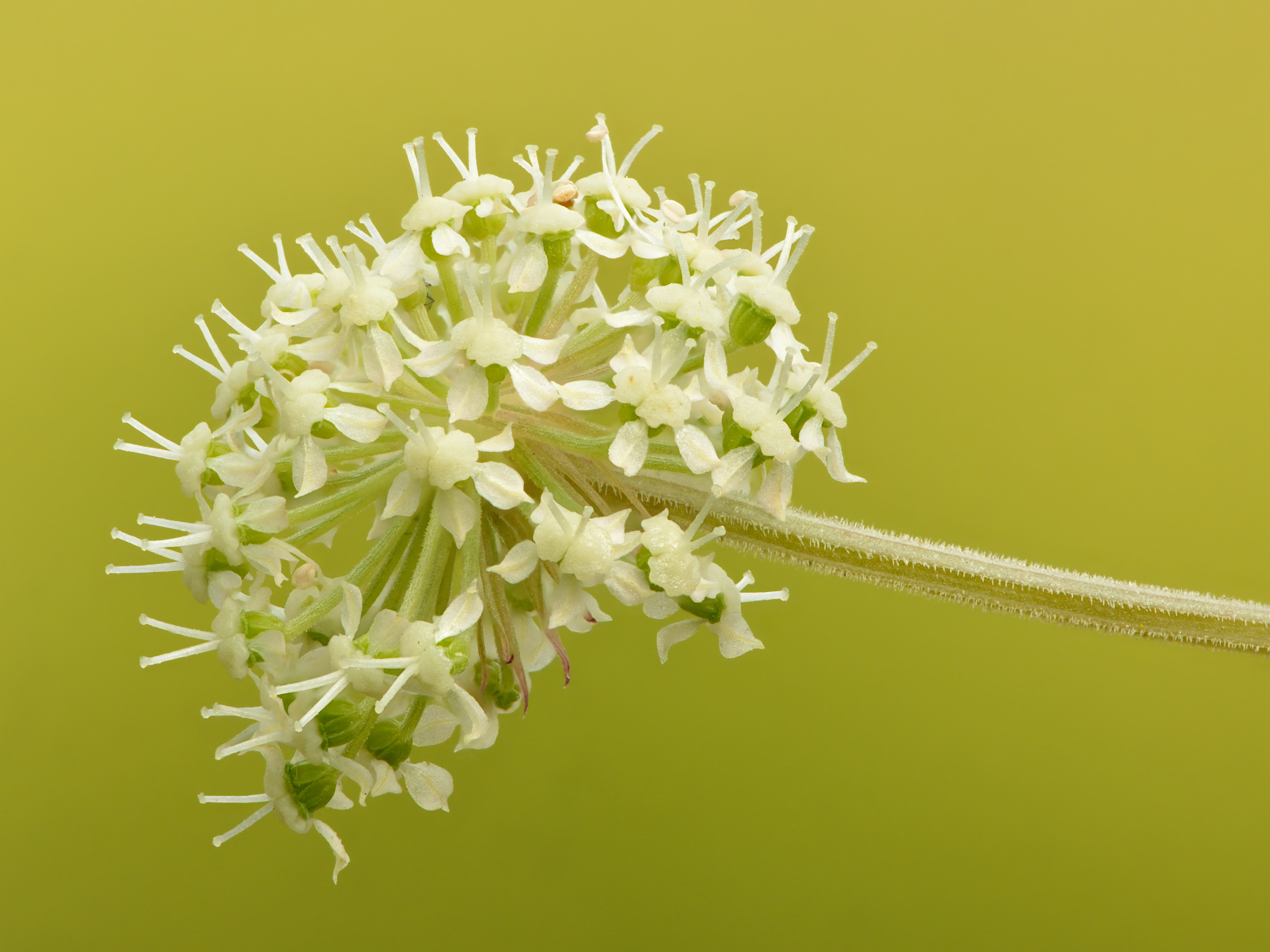
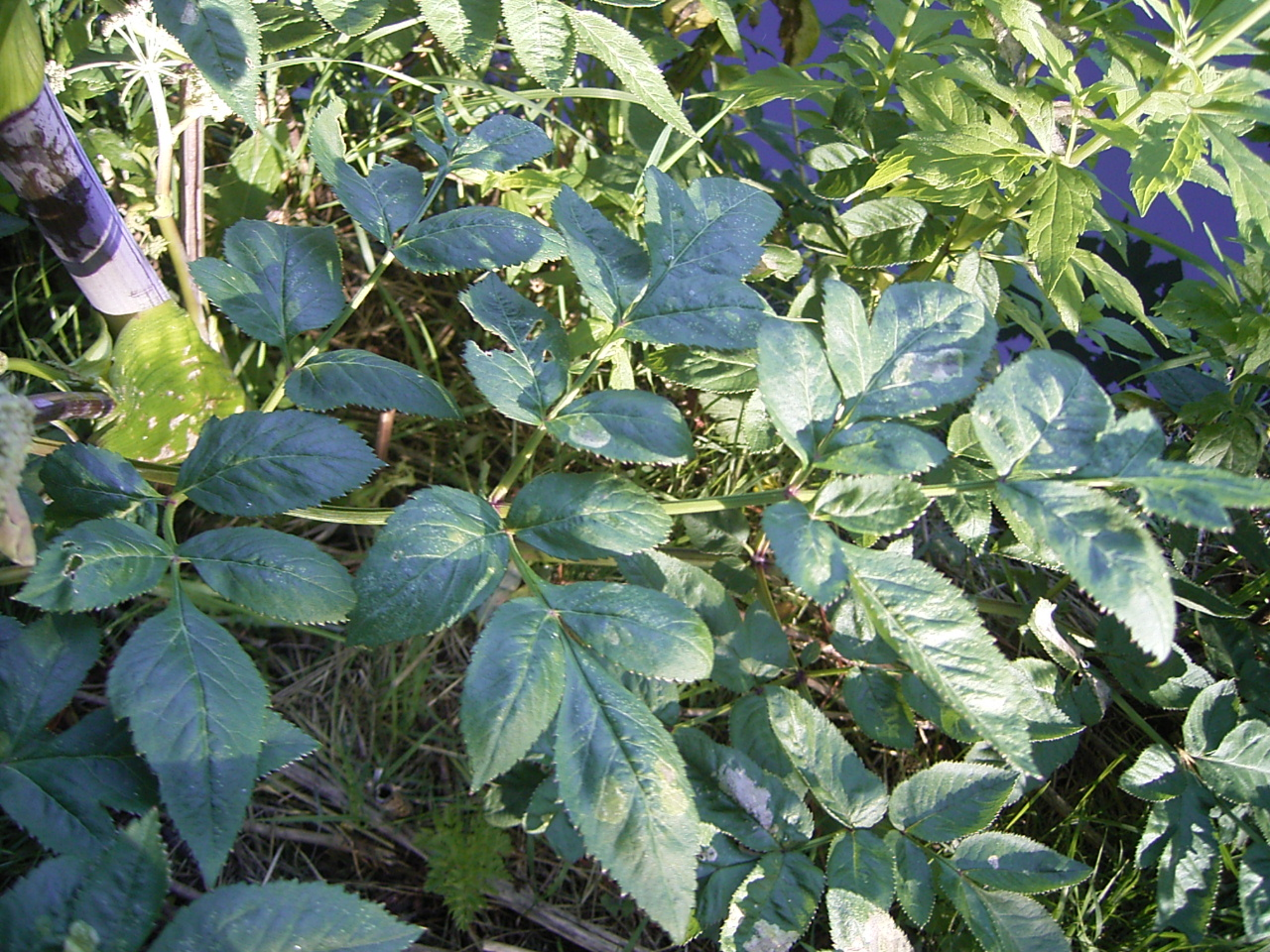
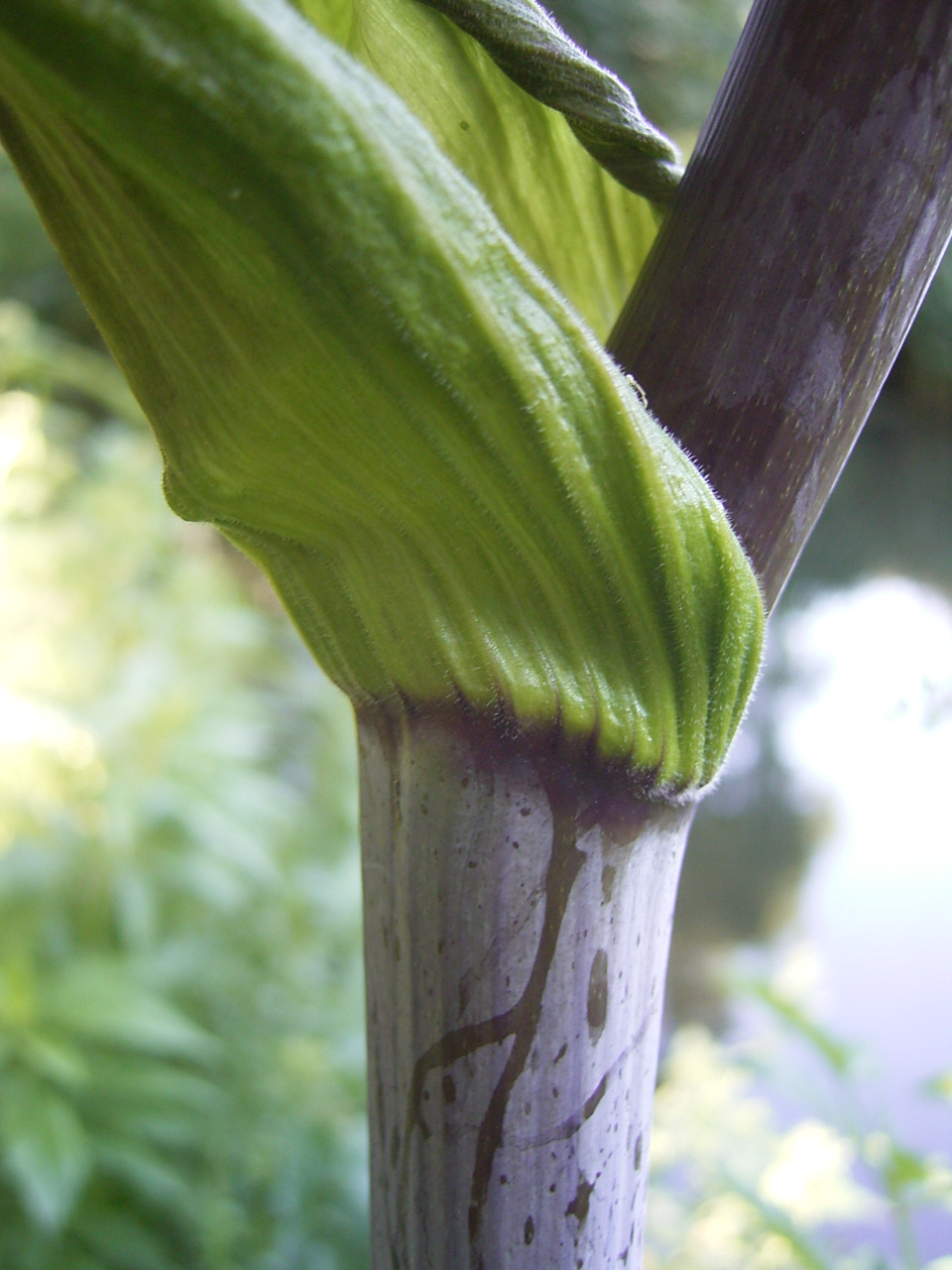
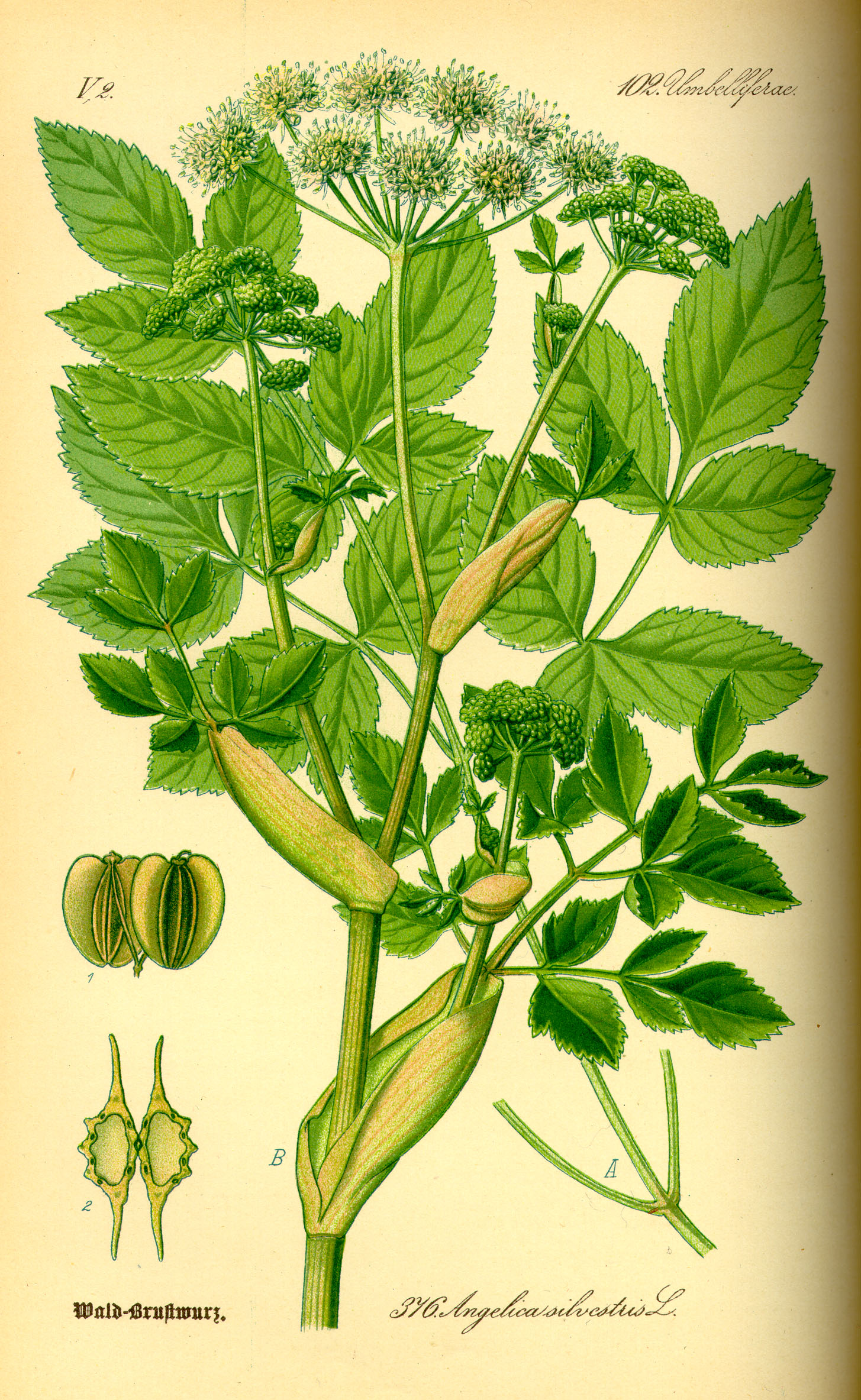
Illustratie door Otto Wilhelm Thomé